# Milchmann (Roman)
Milchmann (Originaltitel: Milkman) ist ein 2018 erschienener Roman der nordirischen Schriftstellerin Anna Burns, der neben anderen Auszeichnungen den Man Booker Prize for Fiction als bester Roman 2018 erhielt. 2020 erschien er in deutscher Übersetzung von Anna-Nina Kroll.

## Handlung
Der Roman erzählt einen Lebensabschnitt aus der Perspektive einer 18-Jährigen auf dem Höhepunkt des Nordirlandkonflikts in den 1970er Jahren. Sie und alle anderen Figuren des Romans werden nie mit ihrem tatsächlichen Namen genannt, sondern nur mit einer Verwandtschafts- oder Berufsbezeichnung oder einem ihnen von anderen verliehenen Kennnamen.
Die Ich-Erzählerin („mittlere Schwester“) ist Kind einer vielköpfigen Familie in einem katholischen Viertel einer nordirischen Stadt. Durch die extreme, ja mörderische Polarisierung zwischen katholischen Republikanern und dem britischen Staat bzw. protestantischen Unionisten lebt sie in einer sehr konservativen, nach außen hin abgeschotteten Gesellschaft, in der jeder jeden kennt und in der nahezu jede Handlung auf ihre politisch-symbolische Bedeutung im Religions- und Nationalitätenkonflikt hin beurteilt werden kann. Ihr Vater und einer ihrer älteren Brüder sind bereits gewaltsam umgekommen. Sie selbst, mittlerweile im „heiratsfähigen Alter“, möchte sich aus all diesen Dingen möglichst heraushalten. Wie einige ihrer Altersgenossinnen entwickelt sie einen Spleen, der sie in der lokalen Gesellschaft als seltsam erscheinen lässt: in ihrem Fall die Gewohnheit, in der Öffentlichkeit beim Gehen ein Buch zu lesen.
Eines Tages wird sie solcherart lesend von „Milchmann“, einem 41-jährigen hochrangigen republikanischen Paramilitär, aus dem Auto heraus angesprochen, ob er sie ein Stück mitnehmen könne. Bald danach geht das allseits für wahr gehaltene Gerücht durchs Viertel, sie sei Milchmanns neue Geliebte. Das bringt ihr nicht nur Druck und Ärger von ihrer Mutter und der älteren Schwester wegen ihres liederlichen Verhaltens ein, sie fürchtet auch um die Sicherheit ihres heimlichen „Vielleicht-Freundes“ aus einem anderen katholischen Viertel. Milchmann spioniert ihr nach und macht in den folgenden Monaten einige weitere Annäherungsversuche, die sie mit demonstrativem Desinteresse abweist. Dennoch ändern viele Bewohner des Viertels aus Neid, Furcht oder Abscheu ihr Verhalten ihr gegenüber.
Als sie mit „ältester Freundin“ eine Party besucht, wirft ihr „Tablettenmädchen“, eine geistesgestörte Altersgenossin, wie bereits vielen andern vor ihr, etwas in den Drink. Sie erleidet eine schwere Vergiftung, und als sie wieder bei vollem Bewusstsein ist, erfährt sie, dass Tablettenmädchen mittlerweile getötet wurde – man mutmaßt eine Rache des Milchmanns bzw. der Paralleljustiz der Paramilitärs für ihre Vergiftung. Nach einigen weiteren Gewalttaten im Viertel wird auch Milchmann von Staatskräften erschossen. Daraufhin bedrängt sie ihr ehemaliger erfolgloser Verehrer und Möchtegern-Paramilitär „Irgendwer McIrgendwas“, sie trage Schuld an Milchmanns Tod. Da er dies auf der Damentoilette eines Nachtklubs tut, wird er zunächst von hereinkommenden Frauen rausgeschmissen und dann von der paramilitärischen Justiz wegen ungebührlichen Verhaltens gemaßregelt. Danach kehrt das Leben der „mittleren Schwester“ in normale Bahnen zurück.

## Stil
Der Roman wird durch die Ich-Erzählerin auf sehr direkte, manchmal lakonische Art und in lebensnaher, oft drastischer Sprache erzählt.

„„Der Tag an dem Irgendwer McIrgendwas mir eine Waffe auf die Brust setzte, mich ein Flittchen nannte und drohte, mich zu erschießen, war auch der Tag, an dem der Milchmann starb.““

## Kritiken und Rezensionen
Die Kritiken waren im englischen und deutschen Sprachraum überwiegend sehr positiv.

„Mit irrwitziger Komik erzählt der Roman von einem jungen Mädchen, das in einer repressiven Gesellschaft aufwächst und sich gegen deren Sexismus zu wehren weiß.“

„Eine grandiose Schilderung über das Leben im Nordirland der 1970er-Jahre und eine an sich selbst irre werdende Gesellschaft“

„What starts out as a study of how things go wrong becomes a study in how things go right, and the green shoots are not the work of the paramilitaries. The narrator of Milkman disrupts the status quo not through being political, heroic or violently opposed, but because she is original, funny, disarmingly oblique and unique: different. The same can be said of this book.“

## Auszeichnungen und Nominierungen
- 2018: Man Booker Prize
- 2018: Shortlist zum Irish Book Award
- 2018: National Book Critics Circle Award (Fiction)
- 2019: Orwell Prize (Political Fiction)
- 2019: Shortlist des Women’s Prize for Fiction
- 2020: Christopher Ewart-Biggs Memorial Prize (für 2018/2019)[5]
- 2020: International DUBLIN Literary Award[6]